# Monteverde (Puntarenas)

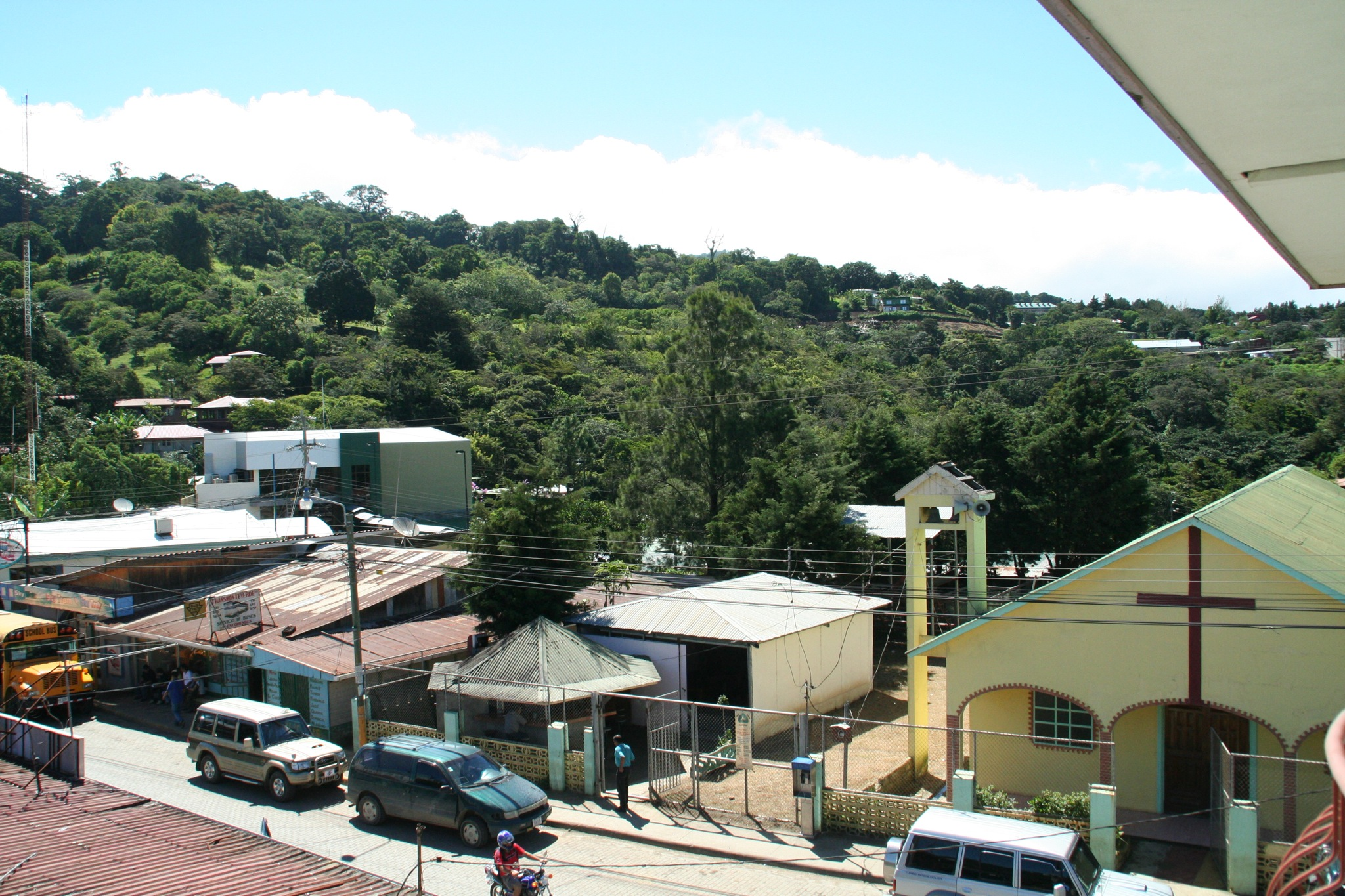
Principal rua comercial de Santa Elena, a cidade-sede de Monteverde

Monteverde é o décimo segundo cantão da província de Puntarenas, na Costa Rica, localizado na Cordilheira de Tilarán. É um dos principais destinos de ecoturismo do país. Santa Elena é a cidade-sede do cantão. Suas residências e negócios servem como centro turístico da região, junto com o bairro vizinho de Cerro Plano, a comunidade de Monteverde propriamente dita e inúmeras reservas e atrações na região metropolitana. A área abriga a Reserva Biológica do Bosque Nuboso de Monteverde e várias outras atrações naturais, que atraem um grande número de turistas e naturalistas.

## Toponímia
Monteverde se traduz diretamente em Montanha Verde. Seu nome oficial é Monte Verde, escrita separadamente.